# Rhotidoides punctivena
Rhotidoides punctivena är en insektsart som beskrevs av Walker 1858. Rhotidoides punctivena ingår i släktet Rhotidoides och familjen dvärgstritar. Inga underarter finns listade i Catalogue of Life.